# Jan P. Matuszyński
Jan Paweł Matuszyński (Katowice, 23 de abril de 1984) es un director de cine polaco.

## Biografía
En 2012, se graduó en Dirección de Cine y Televisión por la Escuela de Cine Krzysztof Kieślowski de Katowice. En 2014, recibió el premio Silver George en el Festival Internacional de Cine de Moscú por su película documental Deep Love.
En 2016, ganó el premio Golden Lions en el 41° Festival de Cine de Gdynia por su película Ostatnia rodzina (La última familia), una cinta que cuenta la historia del artista Zdzisław Beksiński. Está protagonizada por Andrzej Seweryn (premio Leopardo de Plata por su papel en el Festival Internacional de Cine de Locarno) y Dawid Ogrodnik. En 2016, también fue premio Paszport Polityki en la categoría de cine por Ostatnia rodzina.
Su última película Varsovia 83. Un asunto de Estado compitió en la sección oficial del 78.º Festival Internacional de Cine de Venecia.

## Filmografía
- 2009, Afterparty
- 2010, Amisze znad Wisły, documental
- 2011, Niebo, documental
- 2012, Offline, cortometraje
- 2013, Deep Love, documental
- 2014, Kolaudacja, documental
- 2016, Ostatnia rodzina (The Last Family)
- 2020, Król (The King), TV series
- 2021, Varsovia 83. Un asunto de Estado